# ينتديكونغفيلس
ينتديكونغفيلس (بالإنجليزية: Entdeckungsfels)‏ هو أحد جبال سلسلة جبال الألب بينيني وجزء من القمة الأم يقع في كانتون فاليز، سويسرا. يبلغ ارتفاع الجبل حوالي 4178 متر، بينما يبلغ ارتفاع نتوء الجبل متر.